# Pandanus biceps
Pandanus biceps là một loài thực vật có hoa trong họ Dứa dại. Loài này được B.C.Stone & Guillaumet miêu tả khoa học đầu tiên năm 1970.